# Phyllotreta randoniae
Phyllotreta randoniae là một loài bọ cánh cứng trong họ Chrysomelidae. Loài này được Peyerimhoff miêu tả khoa học năm 1920.